# 女子高生の放課後 ぷくんパ
『女子高生の放課後...ぷくんパ』は、アテナが1996年9月27日に発売したPlayStation用のパズルゲームソフトである。

## 概要
プレイヤーが私立鳴手南（あてな）学園に所属する8人の部活代表の女子高生から1人を選んで戦う、対戦型おちものパズルゲーム。2人1組になってフィールドの上から落ちてくる「タマ」を操作し、同じ色の「タマ」を並べて消していく。「小ダマ」は1回消すと2個の「大タマ」に変化する。「小タマ」を回転させると「大タマ」が吐き出される方向も変化するので、それを利用して連鎖を作っていく。連鎖で消すと、相手側のフィールドに「じゃまダマ」を落とすことができる。

## 登場人物
キャラクターによる性能差は存在せず、グラフィックやボイスが違うのみである。スタッフロールに声優名は記載されているが、各キャラクターの担当については不明。
二ノ宮晶子
ソフトボール部の代表選手。小さい頃から男子に混じって野球をしてきたスポーツ少女。これを機に部活に部員を引き入れたいと考えている。
中里由真
水泳部の代表選手。金髪だが純粋な日本人。巨乳でスタイル抜群かつ、誰とでも仲良くなれる笑い上戸の明るい性格ゆえ、他校の男子を中心にファンが多い。ゲーム中のグラフィックも胸揺れを強調したものとなっている。本人は、巨乳を泳ぎ辛さからあまり気に入ってないらしい。ゲーム内では「秋にこんな格好でいたから風邪を引きそう」と言っており、ゲーム内では常にスクール水着を着て校内で過ごしている模様。また、趣味でバトントワリングをしており、町内会の祭りなどにはバトントワラーとして参加している。バトン用コスチュームのレオタードは持っていないのでスクール水着をレオタード代わりにし、スクール水着にスパンコールをつけ、白いブーツを履いてバトントワラーになりきっている。真冬でもスクール水着1枚で巨乳をブルンブルン振るわせ、尻にスクール水着を食い込ませながら懸命に応援する姿には、町内会でもファンが多い。　
谷村朋子
柔道部の代表選手。緑色のツインテールに小学生並みの身長と容姿という、いわゆるロリキャラ。柔術の達人で実力は高く、校内での人気は高いが泣き虫な面もある。柔道部なので柔道着を着用しているが、中には白いTシャツと体育用のブルマーを着込んでいる。キャラクターデザイン案の中には上が柔道着で下がブルマーという案もあったが、没となった。
コーシカ ビルスィーツカヤ
新体操部の代表選手。ロシアからの留学生で、品の良いおっとりした性格。日本語はペラペラの天才少女。新体操部らしくレオタードを愛用しており、制服の中にも常に着用している。なお、新体操部の1年生は練習着にはレオタードの代わりに、水泳部と同様に真冬でもスクール水着を使用している。部活で校外にランニングに行くときも、スクール水着にスポーツシューズという格好でランニングを行っている。大会がある時はスクール水着の上にジャージの上だけを羽織って駅から電車に乗り、体育館に行くことになっている。2年生は選手以外は体操着とブルマの上にジャージ、3年生は逆にジャージは着ずにレオタード1枚で一日中過ごしている。
松原麗美
剣道部の代表選手。控えめでおとなしめの性格の大和撫子だが、芯は強いところがある。今回の大会には剣道部の知名度を上げるために参加しており、優勝に掛ける意気込みは他の参加者より高い。制服のスカートは長めで奥ゆかしい服装を好むが、その一方で剣道の練習に打ち込むときは袴を穿かずに下はブルマーのみと身軽かつ露出度の高い格好になることが多いなど、大胆な部分もある。長期の休みには山奥にある親類の神社に篭って鍛錬を行うほどの少女剣士であり、特に冬休みには寒中修行として面と篭手以外にはさらしにブルマーしか身に着けないという裸に近い格好で練習を行っている（防寒のため、ブルマーは学校指定のものと中学時代のものを2枚重ねて穿いている）。巫女のアルバイトもしており、巫女服の中にも必ず体操着とブルマーを防寒のために着込んでいる。
飯島香織
バスケットボール部の代表選手。見た目通りボーイッシュな雰囲気の活発な少女。ユニフォームのインナーには白いTシャツと白いスパッツを着用している。
矢野美幸
テニス部の代表選手。いいところ育ちのいわゆるお嬢様で、少し高飛車でワガママな性格。ただ抜けたところもあり、基本的には気の良い性格である。ゲーム中では、試合用のユニフォームである白とピンク色のテニスウェアとスコートの中に純白のアンダースコートを愛用し、部活の練習時は体操着にスコートとブルマーを穿いている。アンダースコートには格別な思い入れを持っており、試合用の勝負パンツとして大切に扱っている。大会前にはアンスコ練習と称してスカートを穿かずに下半身はアンダースコートのみで練習を行っている。アンスコ練習は下着と似たような見た目のアンダースコートを丸出しにし、下半身パンツ同然で人の目を集めながらも練習に打ち込むことで集中力を養うのが目的だが、レギュラー以外は下半身はブルマーで行う。ブルマーはアンダースコートより恥ずかしくないが、その分だけアンダースコートに対する憧れの心を養っており、部員たちは皆アンダースコートを穿いてテニスを行うことに憧れを抱いている。
平松小夜子
バレーボール部の代表選手。運動神経は抜群だが、元来の飽きっぽい性格で部活が長続きしない。ちゃきちゃきの江戸っ子で、家は八百屋。家ではブルマー姿で八百屋の手伝いをしており、商店街名物のブルマー娘である。自分の服装やおしゃれには無頓着だがブルマーだけは数十枚も持っており、TPOで履き替えたり毎月新しいものを買ったりするなど、強いこだわりを持っている。学校でバレーボール部に所属しているのも、登校時や学校内でスカートを脱いでブルマーになったり、体育用のブルマーとは別のブルマーを穿けるためであり、バレーが好きというよりブルマーが好きという動機のほうが強い。バレーの試合でも試合終了後には健闘を讃え合い、他の高校の選手とお互いの穿いているブルマーを脱いで記念写真を撮ったり、交換したりしてブルマーをコレクションしている。年1回の秋祭りでの女相撲大会にも必ず出場し、毎回女横綱になっている。体育会系だが、ゲームが好きだったりコスプレに興味があるなど、オタクの素養を若干持っている。エンディングで優勝後にはバレーボール部の部長に就任し、自分のブルマー好きを存分に発揮している。女子バレーボール部の合宿では部員全員に裸にブルマー1枚で合宿中過ごすことを強制しようと目論んでいる。もちろんしごきというわけではなく、率先して自分も恥じることなくブルマー1枚だけの姿になって過ごそうとしている。
三方原翔子
ストーリーモードのラスボスで生徒会長。高校3年生。
メガネを掛けたセミロングヘアー。他人にも自分にも厳しい性格でプライドが高い。